# خروف البحر السنغالي
خروف البحر السنغالي أو خروف البحر الأفريقي (الاسم العلمي: Trichechus senegalensis) (بالإنجليزية: West African manatee)‏ هو نوع من الحيوانات يتبع جنس خروف البحر من فصيلة خرفان البحر. طوله نحو 250 سم. وزنه نحو 250 كغ ثوبه أرمد أسمر، هلبه إلى السمرة. يعيش عند مصب الأنهر الإفريقية ويوجد منه في بحيرة التشاد.